# 人格の次元
『人格の次元』(英: Dimensions of Personality)とは心理学者ハンス・アイゼンクによって1947年に発表された研究である。

## 概要
1916年にドイツで生まれたアイゼンクはナチスが政権を掌握するとイギリスに逃れ、ロンドン大学で心理学の博士号を取得した。第二次世界大戦では精神科医として勤務し、戦後にはロンドン大学精神医学研究所に心理学部を開設することに寄与している。アイゼンクは数多くの心理学の研究を残しており、本書は人格心理学における古典的著作の一つであり、統計的手法に基づいた心理学研究である。
それまでの考察において人格は、例えば古代ギリシアの学説では黒胆汁質、胆汁質、多血質、そして粘液質の四種類に分類されており、またカール・ユングは内向性と外向性から人格を区別した。アイゼンクはこのような人格の差異を認識するための分類を確立するために因子分析という統計的手法を使用した。第二次世界大戦でロンドンのミル・ヒル緊急病院に勤務した経験からアイゼンクは数百名もの患者を調査することが可能であった。そこで自己評定方式の調査を行い、そこから得られた情報資料を分析することで人間の人格は外向性、内向性、神経症傾向の三つの基本的特性に分類を行うことが可能であると主張した。特にアイゼンクは遺伝的要因を強調しており、特に神経系の生理学的な機能の差異が人格の差異を生み出しているものと考えた。
アイゼンクが類型化した基本特性の一つである外向性は社交性の高い度合いを示している。外向性を備えた人間の神経系は興奮し辛く、また外的な刺激を得ることを求める。問題に対しては毅然とした態度を選択し、他人の評価によってその態度が左右されることはない。そして外向性は一般に楽観的な気質を伴っている。一方で内向性は社交性の低い度合いを示す。内向性の傾向にある脳は興奮しやすいために気分の影響が大きく、感受性が過敏であるために他者との接触を回避しようとする。一般に内向性には悲観的な気質を伴っている。
神経症傾向とは外向性や内向性とは異なり、混乱やストレスへの感受性の尺度である。神経症傾向が強くとも、必ず神経症になるわけではないが、脳の性質として刺激に過敏に反応するために神経症のリスクが大きい。神経症傾向と内向性を備えている場合には心理的刺激を管理することを試みて恐怖症やパニック発作を引き起こし、神経症傾向と外向性を備えている場合には否認や抑圧を引き起こす。